# Халватия
Халватия (тур. Halvetilik) — суфийское братство (тарикат), сложившееся в конце XIV века в Северо-Западном Иране. Одно из 12 материнских братств, дало начало более чем 50 самостоятельным ветвям и братствам. Духовная цепь (силсила) восходит через аль-Джунайда аль-Багдади к Али ибн Абу Талибу. Отличительный элемент одежды члена тариката — четырёхугольный колпак преимущественно зелёного или чёрного цвета.

## История
Братство возникло и функционировало первоначально среди тюркского населения. Оно восприняло некоторые идеи среднеазиатской тюркской школы мистицизма Ахмада аль-Ясави и испытала сильное влияние традиций тарикатов маламатия и каландария. Первоначально учение тариката было тесно связано с шиизмом имамитского толка, но со временем превратилось в суннитское. Шиизм, видимо, сохранился в форме тайного учения (признание постулата вилая, особой роли Али и т. д.).
Согласно традиции тариката, основателем братства был Захир ад-дин Умар аль-Халвати (ум. в 1397 г.), который был родом из Гиляна. Он считается кутбом и 21-м звеном силсилы тариката. Его шейхом был его дядя Карим ад-дин аль-Халвати. Умар аль-Халвати сформулировал свод правил для своих последователей, основанный на строгом индивидуальном аскетизме (зухд) и суровом затворничестве (хальва). В связи с тем, что Умар аль-Халвати придавал большое значение практике затворничества, этот тарикат стали называть халватией. Он обосновал практику 12-дневного поста (по числу шиитских имамов). «Вторым наставником» (пир-и сани) считается саййид Джалаль ад-дин Яхья аш-Ширвани аль-Бакуви (ум. в 1464 г.). Он родился в Шемахе и умер в Баку, где находится его могила. При нём и его преемнике Насир ад-дине Деде Умаре аль-Айдини (ум. в 1486 г.) тарикат завоевал прочные позиции при дворах династий Кара- и Ак-Коюнлу в Тебризе.
В связи с тем, что тарикат появился на северо-западе Ирана, он первоначально был распространен среди азербайджанцев. С 10-х годов XV века тарикат проник в Турцию, а затем и в арабские страны, где оно функционировало в виде чисто арабских братств. В XVIII веке халватия обосновалась на Балканах. В правление османских султанов Сулеймана I (1520—1566) и Селима II (1566—1574) многие представители высшей администрации оказывали братству всемерную поддержку. После прихода к власти в Иране династии Сефевидов (1502 г.) братство было вытеснено из этого региона.
Период упадка тариката в XVII веке сменился бурным ростом влияния и появления новых ветвей в XVIII веке по всей Османской империи. Не малую роль в этом сыграла деятельность выходца из Дамаска Мустафы Камал ад-дина аль-Бакри (1688—1749). Этот подъём не затухал в течение XIX — начала XX веков. В 1925 году правительство Турции распустило братство. В настоящее время тарикат сохраняет прочные позиции в Египте, где действует не менее 20 его ветвей. Часть ветвей в 20—30-е годы XX века наладила политические контакты с партией «Вафд». Ветвь халватия-рахмания в Алжире в 1950 году насчитывала 230 тыс. членов. Различные группы и ветви тариката действуют в Судане (например, саммания, даумия), в Ливане, Сирии (джунайдия). До 1967 года тарикат официально действовало в Албании. В Югославии функционировали текке ветвей карабашия, синания и меламия.

## Структура
Только при первых шести руководителях тарикат имел единую организационную структуру и централизованную систему руководства. Главная обитель тариката (ханаках Баг-и шамал) находилась в Тебризе. Впоследствии халватия стала объединять под своим названием самостоятельные ветви, ответвления и линии, действовавшие как отдельные тарикаты, а также общины (та’ифа), каждая из которых имела свою цепь, основателя, центральную обитель и также сходные доктрины, практику и сопутствующий ритуал, с частными отличиями.
Организационная структура халватии и его ветвей в общем напоминает структуру других суфийских братств, имея вместе с тем свои особенности в зависимости от региона функционирования.

## Учение
Тарикат испытал на себе влияние учения Ибн Араби вахдат аль-вуджуд. Отношение к этому учению менялось в зависимости от эпохи и региона даже в одной и той же ветви. Основу учения тариката составляют:
- джу' (добровольное голодание),
- самт (молчание),
- сахар (бодрствование),
- и’тизаль (уединение),
- зикр,
- фикр (медитация),
- рабт (связь между сердцем мюрида и сердцем шейха),
- постоянная ритуальная чистота[1].

Некоторые ветви признают только четыре первых положения. Особое внимание уделяется обязательному периодическому уединению мюрида (хальва) и скрупулёзному исполнению его предписаний. Сроки хальва варьируются от трёх до сорока дней. Поведение мюрида до, во время и после периода хальва регламентировано до мелочей.
Путь тариката состоит из семи стоянок (макам), каждой из которых соответствует зикр одного из семи слов, входящих в формулу: ат-тахлиль, Аллах, хува, аль-хайй, аль-хакк, аль-кайюм, аль-каххар (как и у кадирийского тариката). Считается, что первые четыре стоянки мюрид может постигнуть самостоятельно, остальные три даруются свыше. В таркиате уделялось исключительное внимание толкованию снов (та’бир ар-ру’йа) и видений, которые почудились мюриду при исполнении зикра в состоянии уединения. Ряд ветвей тариката видят в этом основу (мадар), на которой держится весь путь мистического познания. Значительное внимание уделяется чтению молитвы «Вирд ас-саттар», составленной 5-м пиром Яхьёй аш-Ширвани (ум. в 1464 г.), которая громко читается на общем собрании общины.

## Силсила
Силсила от пророка Мухаммада до основателя тариката.
- Мухаммад
- Али ибн Абу Талиб
- Хасан аль-Басри
- Хабиб аль-Аджами
- Давуд ат-Таи
- Маруф аль-Кархи
- Сари ас-Сакати
- Аль-Джунайд аль-Багдади
- Мимшад Динавари
- Мухаммад аль-Бакри
- Кади Ваджихуддин Умар аль-Бари
- Абу ан-Наджиб ас-Сухраварди
- Кутбуддин аль-Абхари
- Рукнуддин Наджаши
- Шихабуддин Тибризи
- Хаджи Джамалуддин Ширази
- Ибрахим Захид аль-Джилани
- Ахи Мухаммад аль-Халвати
- Умар аль-Халвати